# Ligue des antipatriotes
La Ligue des antipatriotes est une organisation anarchiste et antimilitariste fondée en août ou septembre 1886 en opposition à la Ligue des patriotes de l'écrivain nationaliste Paul Déroulède. 

## La ligue
Cette ligue avait pour but la lutte contre le militarisme, les guerres qui en découlent et son corollaire, le patriotisme.
Ses animateurs étaient Joseph Tortelier, Émile Bidault, Murjas, Alexandre Tennevin, Octave Jahn, Niquet, Edmond Marpaux, Georges Brunet, Étienne Falcoz, Émile Ferrières et Louis Duprat.
Elle disparait quelques années plus tard après avoir diffusée quelques affiches et organisée des conférences antimilitaristes.
Dans le même courant d'idées, en 1899, l'anarchiste Gaston Dubois-Desaulle fondera le GPPA (Groupe de propagande antimilitariste de Paris), qui précède la création de la Ligue antimilitariste en décembre 1902.

## Citations
« La haine et le despotisme seuls ont une patrie, la science et la liberté n’en ont pas. »